# Chaussure transparente

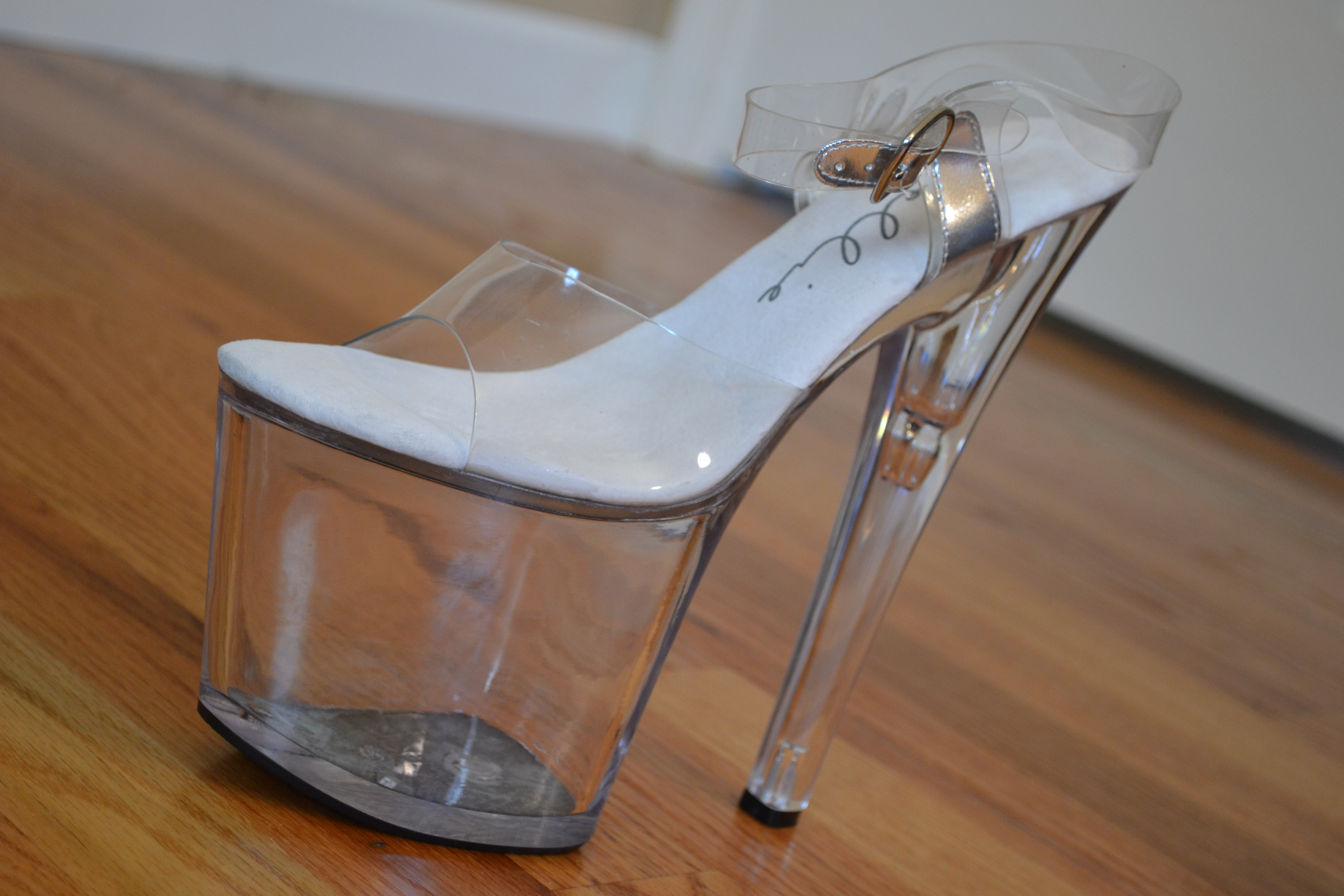
Talon haut transparent.

Une chaussure transparente à talon ou chaussures en plexiglas, est un type de chaussures à plateformes à talon haut fabriqué à partir de matériaux transparents. Généralement vide, la plateforme peut contenir une variante de lumières, de liquides ou même d'un poisson. Les matériaux utilisés peuvent inclure polycarbonate, PVC, polyméthacrylate de méthyle (lucite) et résine acrylique,. Le talon sur l'arrière de la chaussure peut être transparent, mais aussi opaque ou coloré. Ce style peut être utilisé pour faire allusion au style de chaussure en verre que porte Cendrillon lors d'un bal, (quoique cette allusion est apocryphe étant donné que Cendrillon ne porte pas des chaussures en verre, mais en vair. En tant que type de chaussure à talon haut, il est considéré sensuel .
Les marques notables qui incluent ce style de talon sont Pleaser et Luscious. En 2009, New York Magazine indique que le style est tendance en 2010, notamment lorsque ce type de chaussure apparait dans les collections des marques de prêt-à-porter Dsquared2, Prada et Fendi,. Plusieurs célébrités ont été critiquées pour le port de ce type de talon, car ce dernier est parfois associé aux stripteaseuses.

## Célébrités
Les célébrités ayant porté ce type de talon incluent notamment :
- Beyoncé[9]
- John Fuqua[10]
- Prince[11]
- Taylor Momsen[6] dont la plateforme de la chaussure contient un ou des billets de banque
- Rianna Polin[6]